# Dennis Coenen
Pour les articles homonymes, voir Coenen.
Dennis Coenen, né le 13 novembre 1991 à Genk, est un coureur cycliste belge.

## Biographie
Il rejoint l'équipe Cibel-Cebon pour la saison 2017, où il bénéficie d'un contrat professionnel.
En août 2018, il termine quinzième du Grand Prix de la ville de Zottegem.
Pour l'année 2021, il s'engage avec le club VP Consulting-Prorace.

## Palmarès et résultats

### Palmarès par année
- 2009
  - Sint-Martinusprijs Kontich :
    - Classement général
    - 2ea étape (contre-la-montre par équipes)
- 2012
  - 2e du Mémorial Gilbert Letêcheur
- 2013
  - Mémorial Gilbert Letêcheur
  - 2e du Grote Prijs Dr. Eugeen Roggeman
  - 3e de la Classique Champagne-Ardenne
- 2014
  - Tour d'Overijssel
  - Stadsprijs Geraardsbergen
- 2016
  - 3e du Circuit Het Nieuwsblad espoirs
- 2018
  - Puivelde Koerse
  - 3e de la Flèche côtière
- 2019
  - 2e du Stadsprijs Geraardsbergen

### Classements mondiaux
| Année           | 2014 | 2015 | 2016 | 2017   | 2018 |
| --------------- | ---- | ---- | ---- | ------ | ---- |
| UCI Europe Tour | 218e | 909e | 836e | 1 022e | 743e |